# Kościół św. Piotra i Pawła w Lewinie Brzeskim
Kościół św. Piotra i Pawła – nieczynny ewangelicki kościół filialny znajdujący się w Lewinie Brzeskim przy ul. Zamkowej.
22 października 1959 roku, pod numerem 602/59 kościół został wpisany do rejestru zabytków nieruchomych województwa opolskiego.
Jest najstarszym i najcenniejszym zabytkiem tego miasta.

## Historia
Pierwszy kościół katolicki istniał w tym miejscu już w 1310. Zbudowany został przez dominikanów, którzy osiedlili się w Lewinie przed 1285 rokiem. Obecnie zachowany pochodzi z XIV wieku, w 1416 funkcjonowała przy nim szkoła. Ewangelicy przejęli świątynię w 1543. Czterdzieści trzy lata później strawił ją pożar. Kościół został po nim nie tylko odbudowany, lecz uległ też rozbudowie, m.in. do gotyckiej części dostawiono partie renesansowe. Od 1761 do 1945 wieża kościelna miała barokowy hełm, po II wojnie światowej regotycyzowany. 
W 1998 parafia ewangelicka w Brzegu przekazała obiekt (w użyczenie) gminie Lewin Brzeski, aby zapobiec dalszej jego dewastacji. Gmina zabezpieczyła go przed włamaniami oraz wyremontowała dachy i doprowadziła prąd. W 2011 ostatecznie przejęła świątynię na własność.

## Architektura
Gotycko-renesansowa świątynia jest budowlą jednonawową, orientowaną z ostrołukowymi oknami. Do korpusu kościoła przylegają liczne przybudówki. Jego najstarszym elementem jest wieża (kwadratowa, usytuowana w narożu) oraz prezbiterium, które przykrywa sklepienie krzyżowo-żebrowe ze zwornikiem z 1586. W przyziemiu kaplica ze sklepieniem renesansowym. 

## Wyposażenie
Ołtarz główny, bogato zdobiony, wykonany z drewna, to dzieło renesansowe, pochodzące z 1613. Jego twórcą był Herman Fischer z Nysy. W centrum ołtarza znajduje się uszkodzona scena Ukrzyżowania, a po bokach rzeźby św. Jana Chrzciciela i Mojżesza. Ambona jest barokowa, natomiast w kaplicy znajdował się tryptyk z piaskowca, z połowy XVII wieku. Po renowacji w 2000 przeniesiono go do kościoła katolickiego. Oba ołtarze ufundowane zostały przez właścicieli Lewina – rodzinę von Beess. W prezbiterium znajduje się ponadto kolekcja kamiennych płyt nagrobnych tego rodu oraz pastorów z datami m.in. 1559, 1566, 1597. W kruchcie zachodniej wmurowano czternastowieczny, kamienny portal.

## Galeria

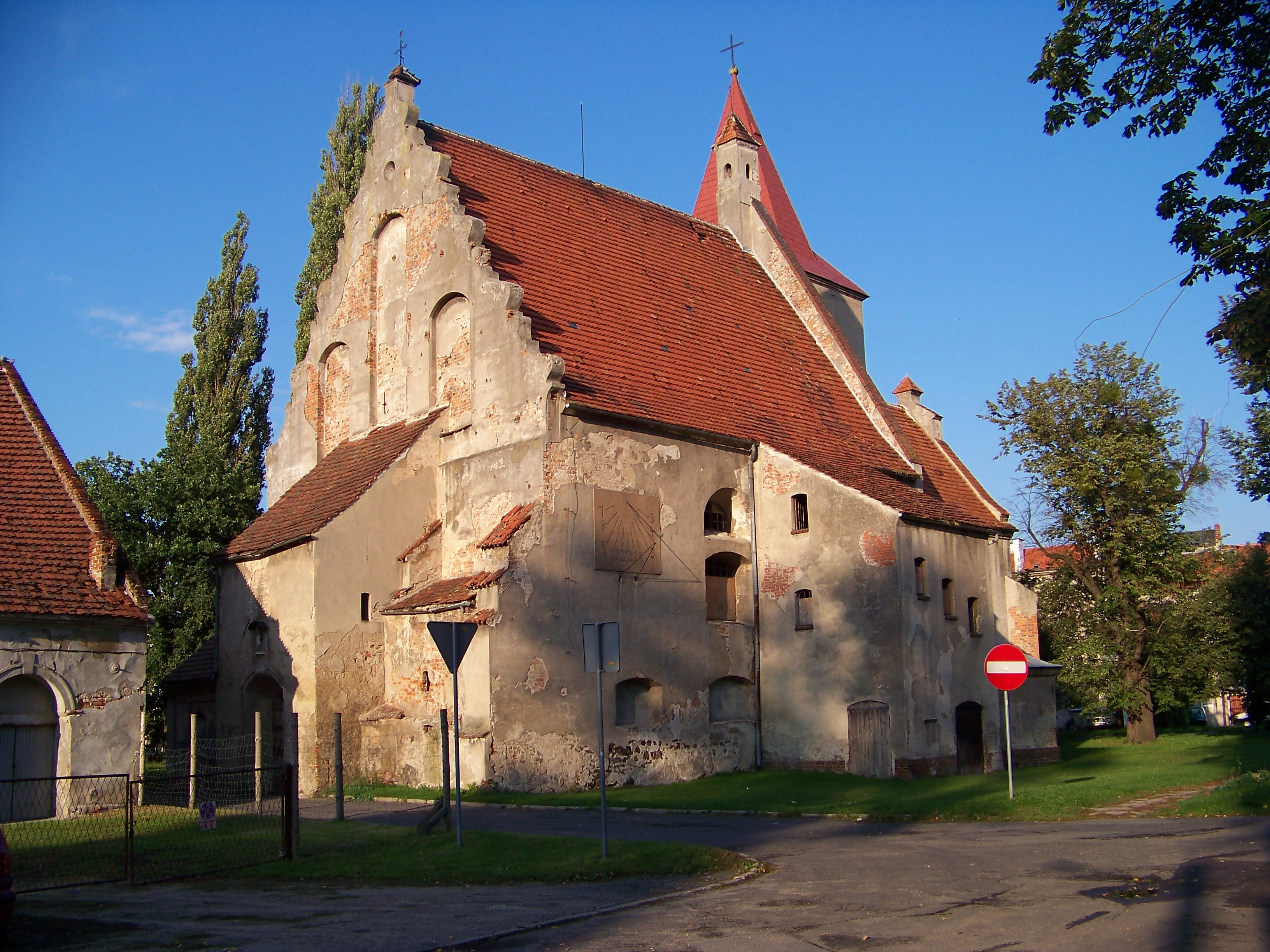
Widok z południowego zachodu
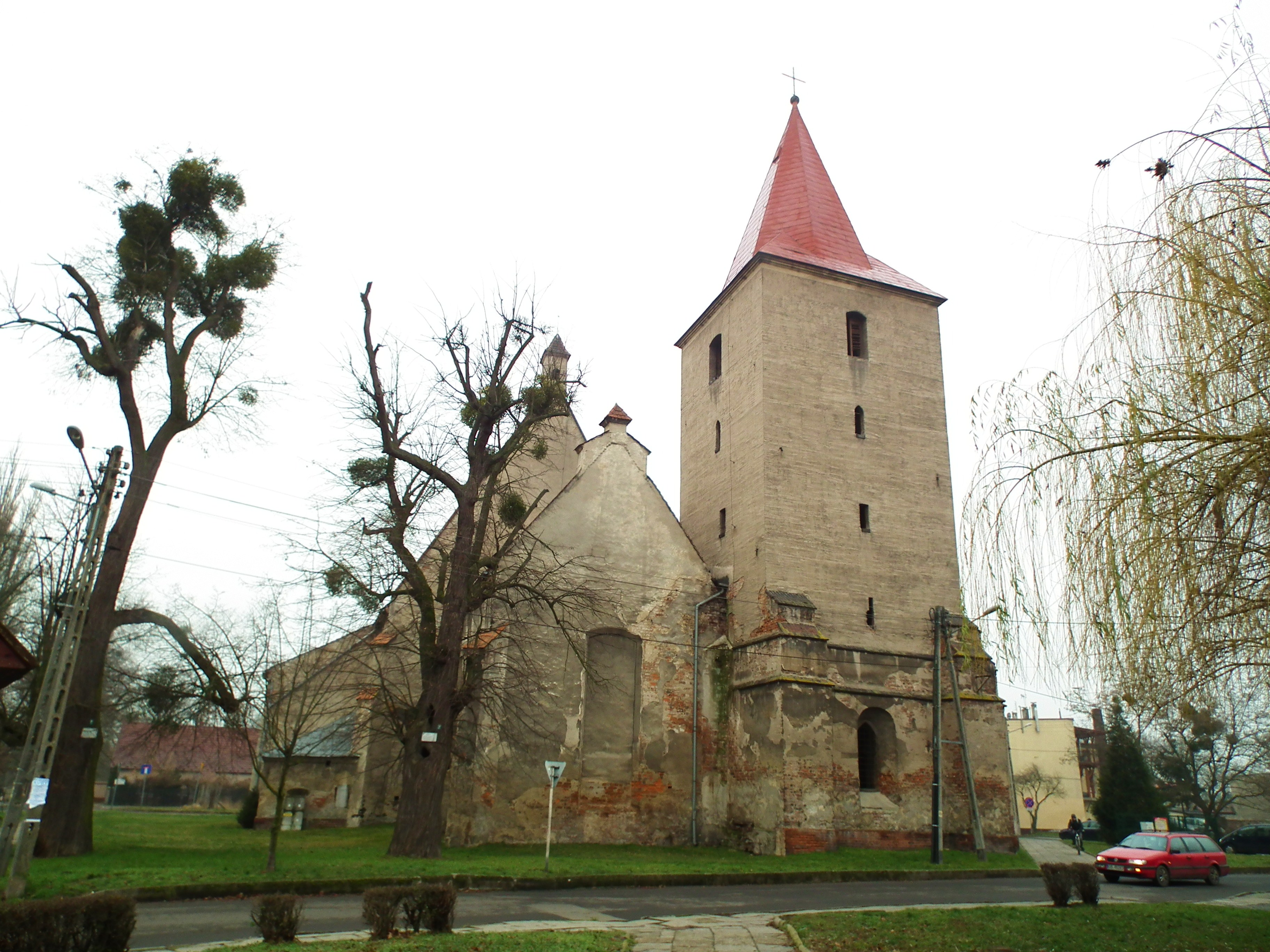
Widok od rynku
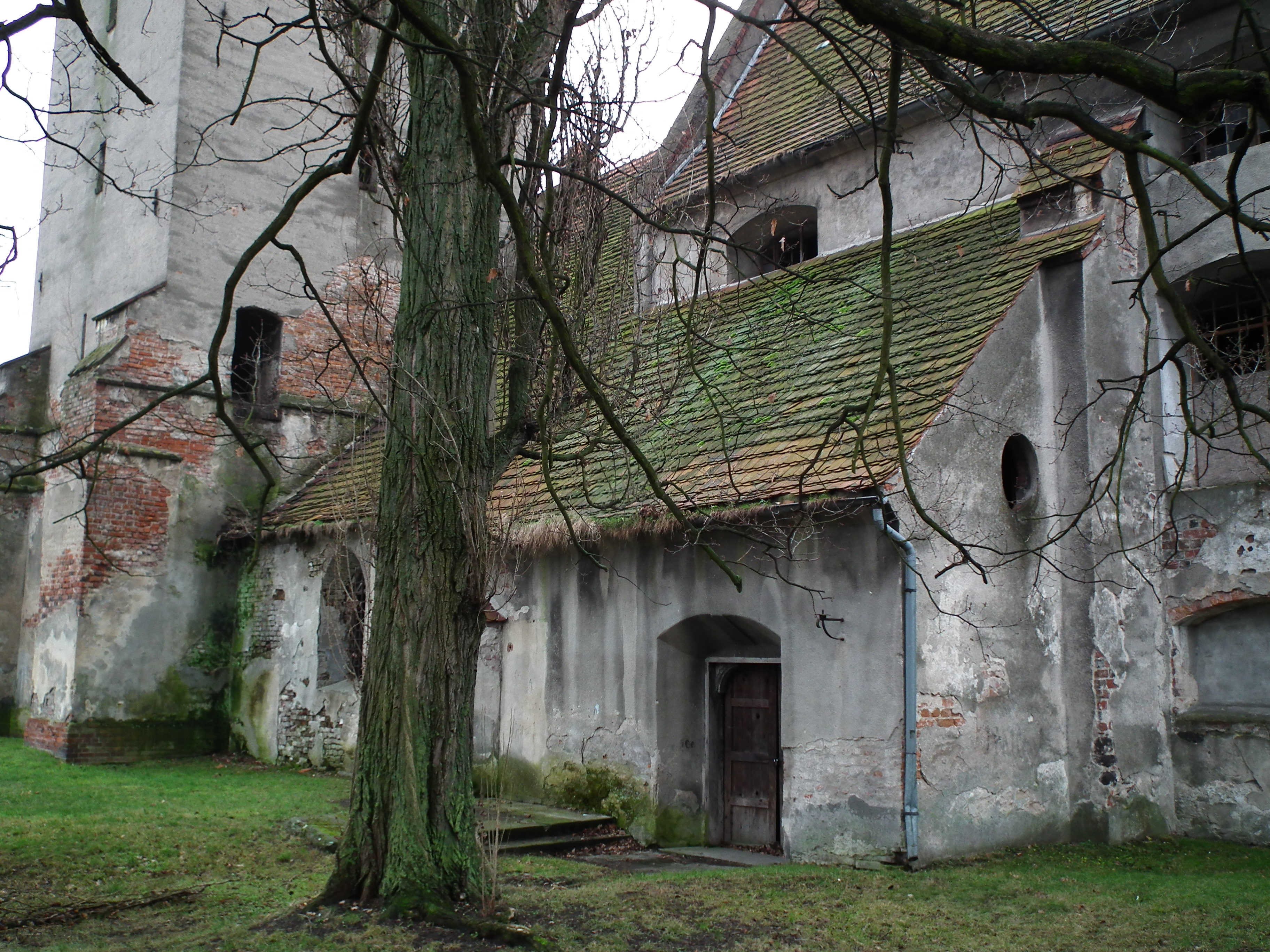
Przybudówki
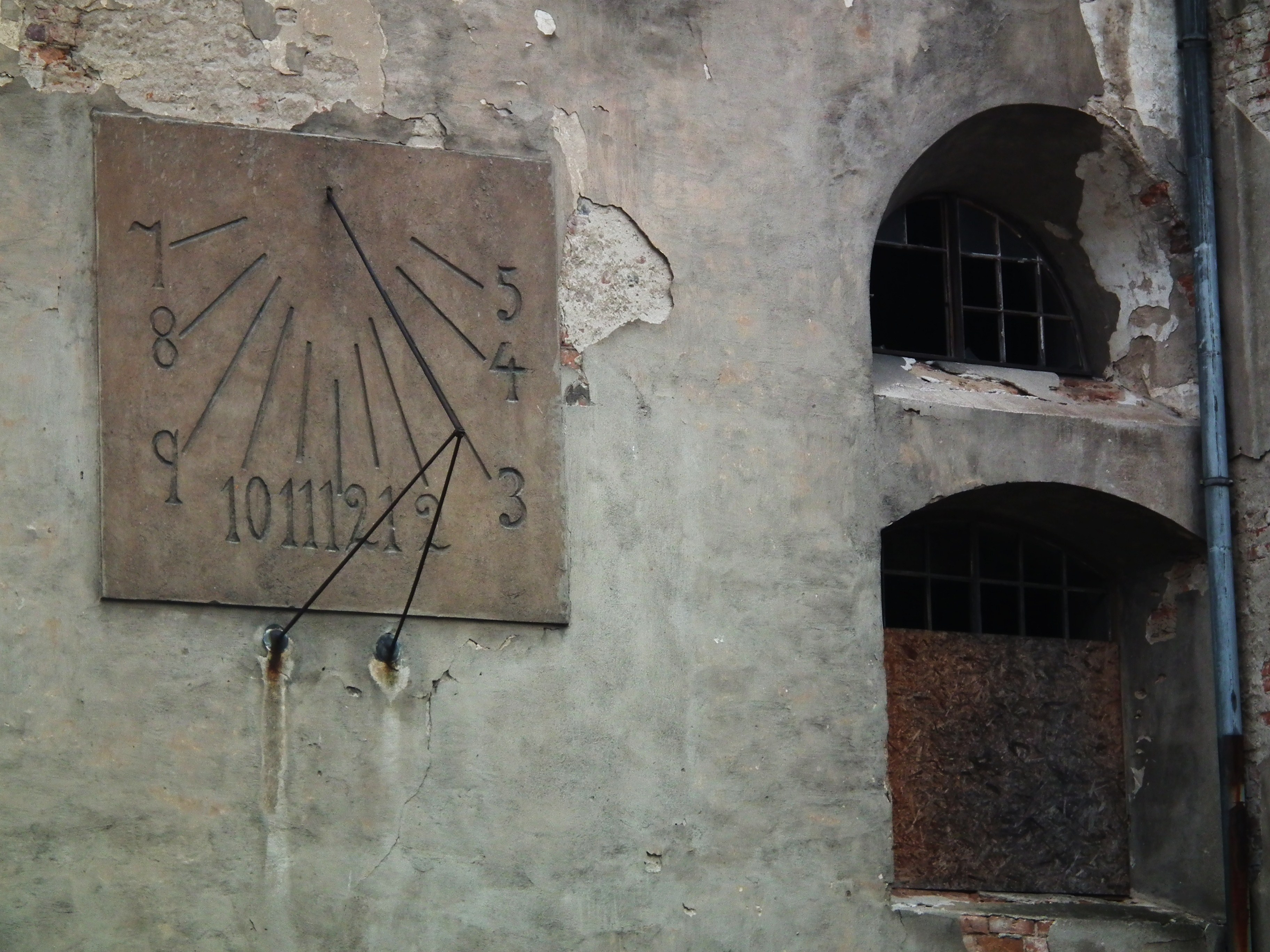
Zegar słoneczny